# Stokersstraat
De Stokersstraat is een straat in Brugge.

## Beschrijving
In 1928 werd een nieuwe straat getrokken doorheen gronden die toebehoorden aan de Nederlandsche Gist- en Spiritusfabriek. Deze vennootschap had een sociale bouwmaatschappij opgericht onder de naam 'De Goede Woning'. Die bouwde er een reeks woningen ten behoeve van de arbeiders en bedienden van de firma. De huizen hadden een typisch 'Hollands' trekje: men kon zich in een Nederlands stadje wanen. De kraaknette en identieke huizen werden in de zakelijke stijl van de jaren 1930 opgetrokken. De architecturale waarde van het geheel lag in de uniformiteit van de huizen, met identieke deuren, vensters en vensterluiken, daken en schildering, identieke achterliggende tuin. Nadat tegen het einde van de jaren 1970 de huizen aan individuele eigenaars werden verkocht, werd het eenheidsconcept nogal geweld aangedaan.
De huizen werden ontworpen door de Brugse architect Maurice De Meester, die een paar jaar voordien de kantoren van de NG&SF had ontworpen, in een stijl die uitwendig de Nederlandse nieuwe zakelijkheid weerspiegelde en inwendig in art deco werd aangekleed. Het gebouw werd in 2004 als monument beschermd.
Omdat de straat werd aangelegd ten behoeve van een stokerij (wat de NG&SF van oorsprong was) en de bewoners die er zich vestigden in die fabriek werkten, koos men voor Stokersstraat. De straat loopt van de 's-Gravenstraat naar de Julius en Maurits Sabbestraat.